# Bellville (Zuid-Afrika)
Bellville is een voormalige stad in West-Kaap (Zuid-Afrika), maar is nu een voorstad van Kaapstad.

## Geschiedenis
Bellville heette oorspronkelijk Hardekraaltjie. Hardekraaltjie was de enige harde grond in het zand van de Kaapse Vlakte waar wagens uitgespannen konden worden.
Toen de spoorlijn tussen Kaapstad en Wellington Hardekraaltjie bereikte werd er een halte gebouwd die "Durban Road" werd genoemd (Durbanville stond in die tijd bekend als "D'Urban"). Durbanville was toen al een gevestigde gemeenschap, terwijl het latere Bellville zich net begon te ontwikkelen. De Afrikaanssprekende gemeenschap heeft Durban Road bestempeld als “Twaalf Myl”, genoemd naar de leistenen mijlpaal met een Romeinse XII, die bij de hoek van Voortrekker- en Durbanweg staat. Dit was precies twaalf mijl (19,3 km) van de Kaap. In 1861 werd de nederzetting naar de landmeter Charles Bell genoemd. Bellville werd in 1940 een onafhankelijke gemeente en kreeg in 1979 de “stadstatus”. In 1996 werd Bellville bij Kaapstad gevoegd.

## Omgeving
De Universiteit van Wes-Kaapland en de Cape Peninsula University of Technology, de multi-functionele Bellville Velodrome, hoofdkantoren van het Bijbelgenootschap van Zuid-Afrika en verzekeringsbedrijf Sanlam, een aantal golfbanen, wijnroutes en diverse winkelcentrums zijn in Bellville gevestigd. Cape Town International Airport is binnen 13 km te bereiken dankzij de centrale ligging.

## Cultuur
Bellville is opvallend in de lokale Zuid-Afrikaanse muziekscene. Het heeft de bijnaam “Bellville Rock City’’ gekregen door o.a. de volgende aantal artiesten die uit de stad komen:
- Fokofpolisiekar
- Foto Na Dans
- Jax Panik
- Jack Parow
- aKING
- Die Heuwels Fantasties.

## Geboren
- Tiaan Kannemeyer (1978), Zuid-Afrikaans wielrenner

## Overleden
- Jan Liebbe Bouma (1889-1971), Nederlands politicus